# 街头镇 (日照市)
街头镇是中国山东省日照市五莲县下辖的一个镇。

## 行政区划
街头镇下辖后街头村、前街头村、厉家屯村、岭前村、竹园村、上官家沟村、下官家沟村、北小庄村、罗家丰台村、于家丰台村、戴家庄村、东徐家沟村、石门村、董家庄村、花山口村、于家林沟村、坊子村、坊子北山村、西徐家沟村、北西峪村、中西峪村、南西峪村、一亩石村、向阳村、马叉寺村、大洼村、西官庄村、阎马庄村、宅科村、马家河村、镇头村、芙蓉庄村、季家官庄村、高垛沟村、西洪河村、东洪河村、洪河东沟村、土门峪村、坡子村、沿河村、东城仙村、西城仙村、和庄村、王世疃村、户岭村、乐山村、挑沟村、金凤坡村、金川峪村、迟家庄村、河东村、席家庄村、代吉子村、雅岭沟村、南田庄村、北田庄村、汤家沟村、上高家沟村、下高家沟村、杜家沟村、东龙头村、西龙头村、东石门村、西石门村、周家庄村、段家庄村、泥峪子村、邹家沟村、前胡家村、后胡家村、房家沟村、青山顶村、打鱼场村、上芦沟村、下芦沟村、石木子村、船坊村。